# Peter Henning (Drehbuchautor)

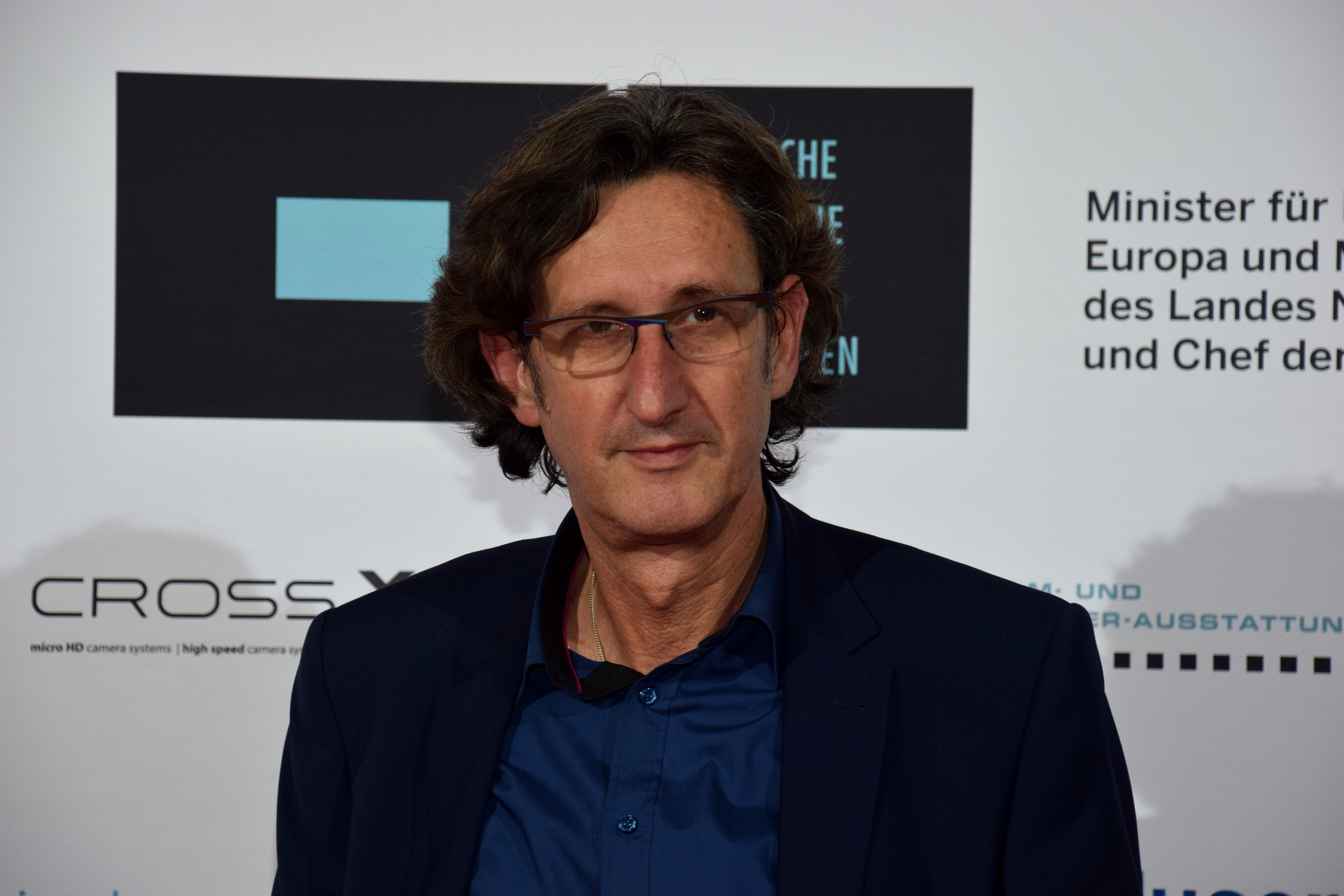
Peter Henning bei der Preisverleihung der Deutschen Akademie für Fernsehen 2015

Peter Henning (* 20. Juli 1956 in Hamburg) ist ein deutscher Drehbuchautor und Regisseur. 

## Leben
Er studierte Medienwissenschaften, Literatur und Soziologie in Osnabrück, bevor er sein Studium an der Deutschen Film- und Fernsehakademie Berlin (dffb) begann. Von 2004 bis 2009 lehrte er an der ifs Internationale Filmschule Köln Drehbuch/Dramaturgie. Seit 2009 ist er Professor für Film schreiben an der Filmuniversität Babelsberg "Konrad-Wolf". Hier hat er das Forschungsprojekt zur Entwicklung des 180° Kinos, „Reise der Imagonauten“ entwickelt und, zusammen mit den Professoren Michael Hammon und Martin Steyer, geleitet. Der daraus hervorgegangene 180° Spielfilm Der Imagonaut hatte während der Berlinale 2014 Premiere im Rahmen des Talent-Campus.
Der Film Schande, den er zusammen mit Claudia Prietzel inszenierte, gewann 1999 den Deutschen Fernsehpreis für Regie und 2000 den Prix Italia. Mehrere seiner Filme waren für den Adolf-Grimme-Preis nominiert. 
2008/09 inszenierte er mit Claudia Prietzel die Uraufführung des Stücks Spurensuche von Francis C. Winter am Ernst-Deutsch-Theater, Hamburg.
2016 inszenierte er Wer hat Angst vor Virginia Woolf mit Leslie Malton, Felix v. Manteuffel u. a., Regie mit Claudia Prietzel.
Er ist geschäftsführender Vorstand des Verband Deutscher Drehbuchautoren e. V. (VDD) und arbeitet als Regie- und Autorenduo mit seiner Lebenspartnerin Claudia Prietzel.

## Filmografie
Regie (Auswahl):
- 1990: Der Zauberkasten (auch Drehbuch)
- 1996: Kuppke (auch Drehbuch)
- 1998: Schande
- 2000: Nur das Blaue vom Himmel (auch Drehbuch)
- 2002: Erste Liebe
- 2003: Der Puppengräber
- 2005: Tatort – Schehezarade
- 2007: Schattenkinder (Fernsehfilm; auch Drehbuch)
- 2012: Tatort – Ordnung im Lot (auch Drehbuch)
- 2016: Tatort – Echolot (auch Drehbuch)

Drehbuch (Auswahl):
- 2000: Keine Macht für Niemand
- 2001: Der Kuckuck
- 2001: Liebediener
- 2005: Milch&Kohle
- 2006: Wahrheitsliebe
- 2007: Federleicht
- 2011: Louise im blauweiß gestreiften Leibchen
- 2015: Engelspfeifen
- 2015: Louise 3.0
- 2016: Echolot
- 2021: Meer der Unfreien
- 2023: Carla (Serie)